# Woollsia pungens
Woollsia pungens je jediný druh rodu Woollsia z čeledi vřesovcovitých. Je to malý keř vyskytující se ve východní Austrálii, z Pigeon House Mountain na jihu Nového Jižního Walesu na sever od Queenslandu. Stejně jako ostatní vřesovcovité žije v erikoidní mykorhize.